# 冯子存
冯子存（1904年—1987年），男，直隶（今河北）阳原人，中国笛子演奏家，曾任中国音乐家协会理事。